# 索拉 (拉齐奥大区)
索拉（義大利語：Sora）是意大利弗罗西诺内省的一个市镇，位于利里河畔。该市镇面积72.13平方公里，2019年时人口为25799人。
索拉位于罗马东南115公里、那不勒斯西北138公里，毗邻阿布鲁佐大区，与阿尔皮诺、巴尔索拉诺、布罗科斯泰拉、坎波利-阿彭尼诺、卡斯泰利里、伊索拉-德尔利里、蒙特圣乔瓦尼-坎帕诺、佩斯科索利多以及韦罗利等市镇接壤。

## 姐妹城市
- 加拿大沃恩市[3]
- 法国阿蒂斯蒙斯